# Grandfontaine-sur-Creuse
Grandfontaine-sur-Creuse är en kommun i departementet Doubs i regionen Bourgogne-Franche-Comté i östra Frankrike. Kommunen ligger i kantonen Pierrefontaine-les-Varans som tillhör arrondissementet Pontarlier. År 2022 hade Grandfontaine-sur-Creuse 73 invånare.

## Befolkningsutveckling
Antalet invånare i kommunen Grandfontaine-sur-Creuse
Referens:INSEE